# フラミニオ・ベルトーニ
フラミニオ・ベルトーニ（Flaminio Bertoni 、1903年1月10日 - 1964年2月7日）は、第二次世界大戦前後に活躍したカーデザイナー、彫刻家である。

## 概要
1903年1月10日に、北イタリアのヴァレーゼに生まれた。
当初車体製造業のマッキ（現アレーニア・アエルマッキ）に入社したが、彫刻家として独立した。1931年に渡仏し、フランスの大手自動車製造会社であるシトロエンに職を得た。そこで当時極めて先進的であった前輪駆動、モノコック構造を採用した「トラクシオン・アヴァン」の初期開発に関わり、立体モデルをデザイン画なしに一夜で作ってのけたと言われる。
その後絵画と彫刻にいそしむかたわらエルサ（Ersa ）に三輪自動車「V3R」（後のMathis 333）のデザインを提供した。
1935年にシトロエンが小型大衆車開発のため立ち上げたTPV（Toute Petite Voiture 、超小型車）計画に、エンジニアであるアンドレ・ルフェーブルとともに参画した。これが後の傑作小型車「2CV」である。シトロエンの副社長（計画途中から社長）のピエール・ブーランジェ（Pierre-Jules Boulanger ）がTPVに示した開発方針は「こうもり傘に4つの車輪を付ける」という突飛なものであり、正装した農民のために要求されたデザイン事項は、長身のブーランジェがトップハットをかぶって乗っても天井にぶつからないことであった。ベルトーニはイタリア人であったが戦中もTPVに関わり、1948年のサロン・ド・ロト（パリ・モーターショー）で「2CV」として発表された。2CVのデザインは当初その新奇性から「醜いアヒルの子」、「いわしの缶詰」等と酷評されたが、後にはその合理性から高く評価されるに至った。
トラクシオン・アバンの後継として、シトロエンは1955年のサロン・ド・ロトにおいて「DS」を発表した。空力を意識し流線型を多用したDSのデザインは「宇宙船」との評を得るほど同時代の他の自動車とかけ離れていた。ラジエーターグリルを廃し、ヘッドランプを半埋め込み式にし、さらにフロントバンパーに大きな曲線を描かせることで低くとがった鼻先を持ち、窓枠のないサッシレスドアを採用し、後輪はふくらみのないカバーで覆われていた。
DSの後、芸術活動に戻っていたが、シトロエンは2CVよりもやや大きな小型車アミ6を1961年に発表し、これがベルトーニの最後の自動車作品となった。
彼のコンセプトは少なくとも1980年代までシトロエン車に明確に受け継がれ、現代まで多くのスタイリストに影響を与えている。
1964年2月7日、パリで死去した。

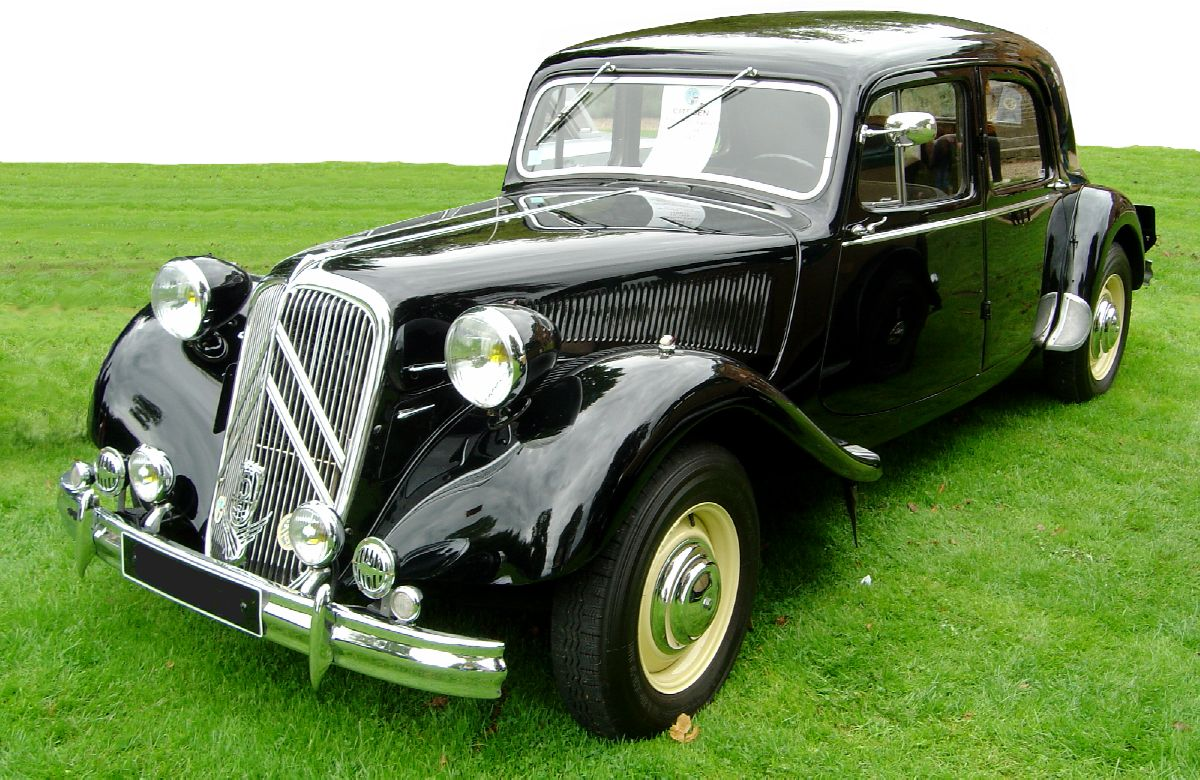
トラクシオン・アヴァン
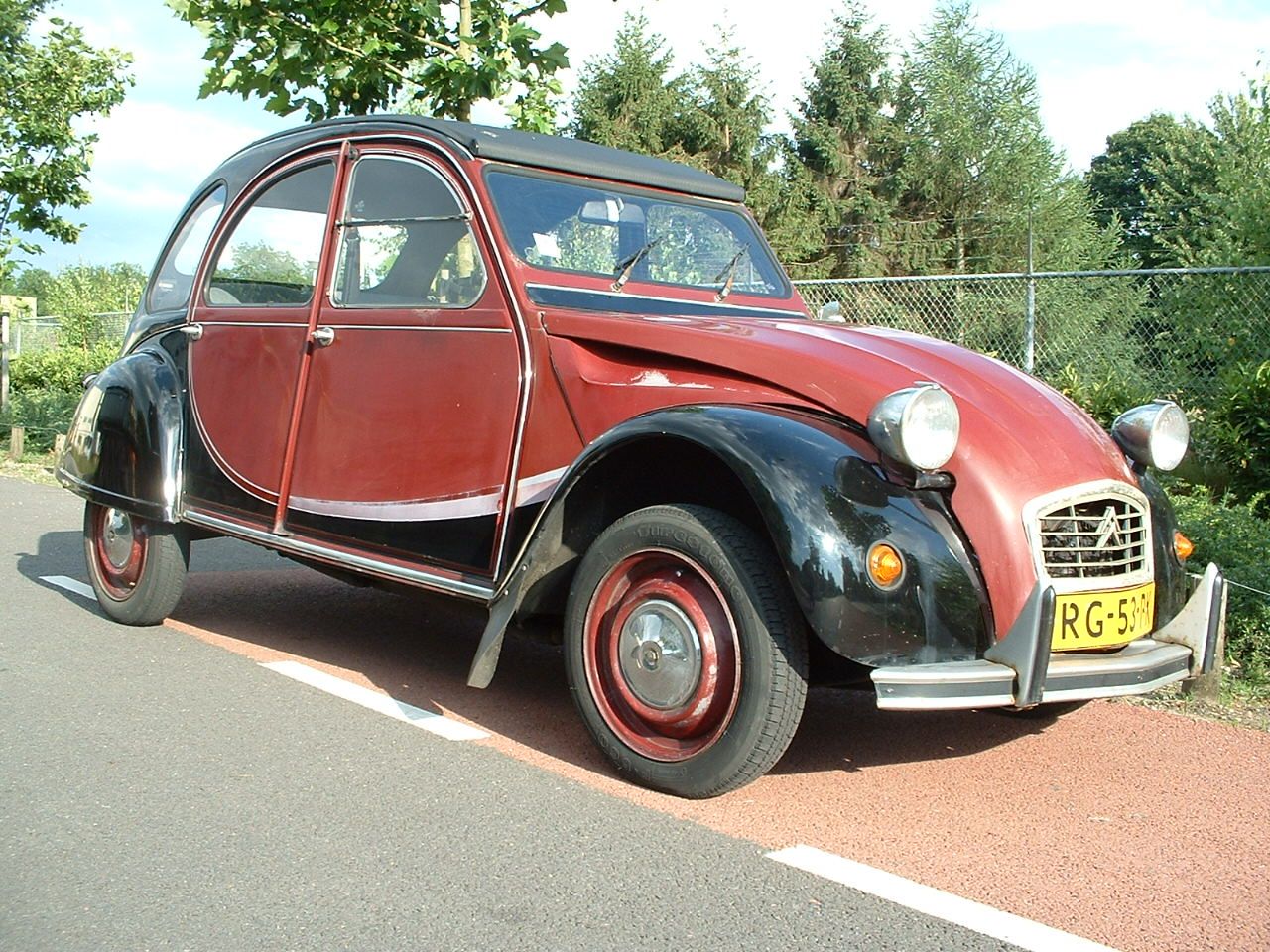
2CV6チャールストン
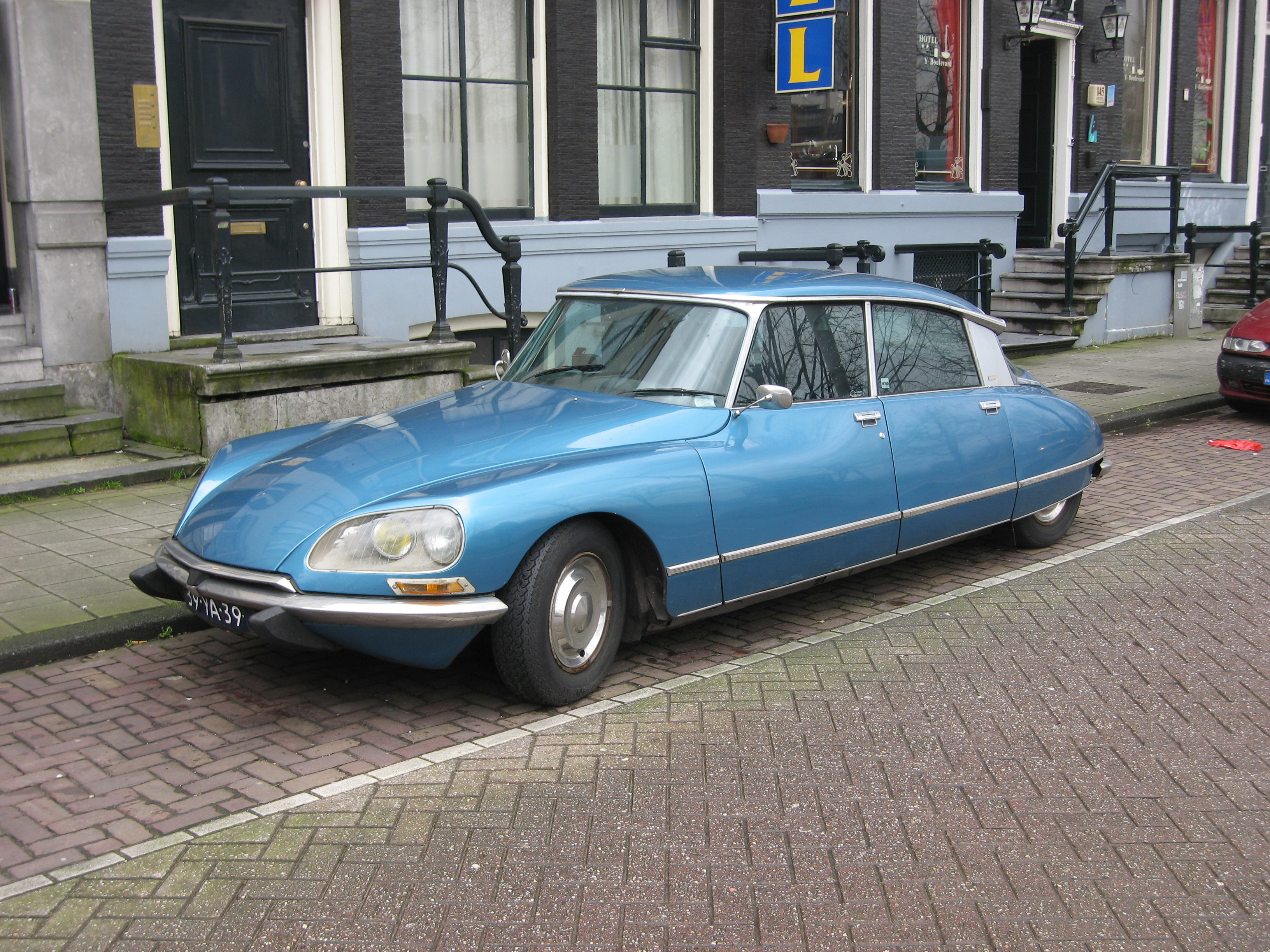
DS
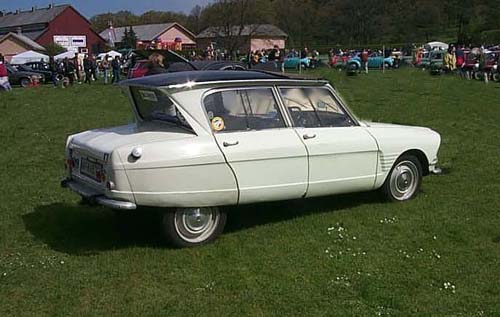
アミ6セダン